# Knox expedition
Knox expedition var ett företag under vintern 1775-1776, lett av överste Henry Knox, vilket transporterade tungt artilleri från Fort Ticonderoga, där det hade tagits från den brittiska garnisonen vid en överrumpling ledd av Ethan Allen och Benedict Arnold, till kontinentalarméns belägringslinjerna utanför Boston.

## Expeditionen
Knox kom till Ticonderoga i november 1775 och under tre månader ledde han transporten av 60 ton  artillerimateriel 50 svenska mil genom Berkshirebergen, på båtar och häst- och oxdragna slädar på dåliga vägar, över halvfrusna älvar och genom skogar och myrar till Bostonområdet.

## Resultatet
Det artilleri som Knox transporterades till Boston, placerades på Dorchester Heights utanför Boston och var den direkta anledningen till att den brittiska armén lämnade staden och ilastad på flottans fartyg överfördes till Halifax, Nova Scotia.